# Catagramma salvadorensis
Catagramma salvadorensis är en fjärilsart som beskrevs av Franz och Schröder 1954. Catagramma salvadorensis ingår i släktet Catagramma och familjen praktfjärilar. Inga underarter finns listade i Catalogue of Life.